# Keith Vincent Anderson
Keith Vincent Anderson (6 de julio de 1898 - abril de 1929) fue un aviador pionero australiano. En 1927, Anderson y su copiloto, "Bobby" Hitchcock, emprendieron un vuelo alrededor de Australia. Anderson y Hitchcock murieron en 1929, tras un aterrizaje forzoso en el desierto, durante la búsqueda de Charles Kingsford Smith y su tripulación, que se habían visto obligados a aterrizar en Australia Occidental en el primer tramo de un vuelo en el avión Southern Cross con destino a Londres.

## Primeros años de vida
Anderson nació en Perth, Australia Occidental, hijo de Sidney Jerrold Anderson y su esposa Constance (de soltera Willdridge), ambos originarios de Victoria. Recibió la mayor parte de su educación en Sudáfrica, donde lo enviaron a vivir con un pariente de su madre mientras su padre trabajaba en Ceilán, ahora Sri Lanka.

## Carrera
Anderson había completado sus estudios en South African College y a los 18 años fue seleccionado por el Mayor Alastair Miller como recluta para el Royal Flying Corps, y aprendió a volar allí y en Inglaterra, uniéndose al 73.º Escuadrón en septiembre de 1917, y sirvió en Francia con cierta distinción, siendo acreditado con el derribo de cinco aviones enemigos confirmados. Fue dado de alta y regresó a Sudáfrica con shock y un total de 900 horas de vuelo registradas en nueve modelos de aviones, entre ellos el Maurice Farman, el Avro 504, el Sopwith Pup y el Camel, el De Havilland DH6, DH9 y DH9A y el BE2.
Regresó a Australia en 1921, viviendo en Perth, donde vivía su madre, ya que su padre había muerto algunos años antes. Se unió a Western Australian Airways Ltd. en 1922 y durante dos años voló en la ruta de correo aéreo del noroeste. El líder de escuadrón Charles Kingsford Smith ya volaba para "Airways" y se hicieron amigos. Anderson dejó la empresa en marzo de 1924 y, en enero de 1927, les compró un Bristol Tourer, con el que intentó batir el récord de Perth a Sydney por vía aérea en 21 horas y media establecido por el teniente. FS Briggs en 1920 en un DH.4. Kingsford Smith, también en un Bristol Tourer, intentó batir el récord al mismo tiempo; ambos completando las 2200 millas (3540,5 km) en 30 horas de vuelo, atribuyendo su falta de éxito a un fuerte viento en contra.
En Sydney, Anderson conoció a Lyal "Bon" Hilliard (nacido el 19 de octubre de 1896) de Collaroy, Nueva Gales del Sur, entusiasta de la aviación y miembro de la alta sociedad, uno de los primeros miembros de la Cruz Roja Juvenil, y en su nombre había hecho y rifado en 1926 un gran muñeco de Alan Cobham, que finalmente fue entregado a Cobham. Anunciaron su compromiso en abril de 1927.
En 1927, Anderson emprendió un viaje de ida y vuelta a Australia para George A. Bond & Co., fabricantes de ropa interior y calcetería, con un coste de 12.500 libras esterlinas, para evaluar la utilidad comercial de la aviación para la empresa. Con él viajaban Henry Smith "Bobby" Hitchcock, [lower-alpha 2] anteriormente mecánico de "Airways", y CC Vivian, gerente de publicidad de Bond. El avión salió de Sydney el 25 de junio y regresó el 8 de julio, en un total de 14 días.
Kingsford Smith también renunció a Western Australian Airways y, patrocinado por The Herald y Weekly Times (Melbourne), The Sun (Sydney) y el Daily Mail (Brisbane), realizó un vuelo récord alrededor de Australia con un copiloto. Charles P. Ulm, en un avión similar, que salió de Sydney el 18 de junio y regresó el 29 de junio, unas pocas horas a lo largo de 9 días para un poco más de 7000 millas (11 265,4 km).
El siguiente desafío de Kingsford Smith fue el vuelo Trans-Pacífico, y Anderson fue incorporado como uno más del equipo de tres hombres. Visitó Hawaii en septiembre de 1927 para evaluar los aeródromos disponibles en las islas  luego fue a Estados Unidos con Kingsford Smith y Ulm para ayudar en su organización, pero regresó a Australia en marzo antes de que se hubiera adquirido el avión Southern Cross. El vuelo se planeó originalmente para noviembre de 1927, pero hubo una agitación considerable en Nueva Gales del Sur para forzar su cancelación. El primer ministro de Nueva Gales del Sur, Jack Lang, prometió un apoyo de 4.000 libras esterlinas, pero el siguiente ministro Bavin repudió la empresa. Para recaudar fondos para el vuelo transpacífico, Kingsford Smith y Poole, un piloto estadounidense, intentaron en Southern Cross batir el récord mundial de vuelo sostenido. No tuvieron éxito, pero consiguieron un rico respaldo en George Allan Hancock, un millonario estadounidense, que saldó sus deudas y así permitió que el vuelo siguiera adelante.
En agosto de 1927 compraron el Fokker de tres motores (que alguna vez fue propiedad de Hubert Wilkins ) por £ 7.500, con un precio original de £ 15.000.
Debido a que Anderson no regresó, el personal para el vuelo quedó en: Kingsford Smith (piloto), CTP Ulm (gerente organizador y piloto de relevo) y los estadounidenses Harry W. Lyon (navegante) y James Warner (operador de radio). Lyon y Warner viajarían únicamente a Suva, después de lo cual Kingsford Smith sería piloto solitario y navegante de Ulm.
Kingsford Smith y su tripulación de cuatro hombres abandonaron Oakland, California, el 31 de mayo de 1928 y aterrizaron en Brisbane en la mañana del 9 de junio de 1928, después de haber volado alrededor de 7250 millas (11 667,7 km) vía Hawaii y Fiji.

### Demandas
Tras el regreso de Anderson a Australia, que según él era para lograr los objetivos del equipo, pero cuya naturaleza nunca fue revelada, fue retirado del equipo de Kingsford Smith y el vuelo de San Francisco a Australia se realizó sin él. Anderson se sintió agraviado porque había invertido mucho tiempo, esfuerzo y gastos en el proyecto y quería una parte de las recompensas financieras. Brisbane Truth estuvo de acuerdo: "Es lamentable que Anderson no estuviera con ellos, pero sin duda Kingsford Smith, en su gira triunfal, no olvidará a su compañero". El padre de su prometida, el abogado de Sydney AV Hilliard (1865-1933), dispuso una orden de restricción que impedía a Kingsford Smith y Ulm trasladar Southern Cross de la jurisdicción de los tribunales de Nueva Gales del Sur hasta que se llegara a un acuerdo.
Adjunta a la declaración jurada de Anderson había una carta escrita a él en mayo de 1928 por Kingsford Smith y Ulm, aceptando que Anderson quería ser parte del vuelo, pero no podía ayudar con el costo del pasaje, y además: "Escuchamos que usted ha hecho Ha hecho poco o ningún esfuerzo por hacer algo por nosotros desde su regreso a Australia, mientras que, por otro lado, nos dejó aquí para llevar al bebé. En el momento de su partida, parecía un bebé desesperado.
El 22 de febrero de 1929, Anderson abandonó sus reclamaciones contra Kingsford Smith, aceptando el argumento de que al abandonar Estados Unidos por su propia voluntad había perdido la membresía en la sociedad, y Kingsford Smith retiró cualquier indicio de que la partida de Anderson se debía a cobardía o falta de confianza en el proyecto. Esto significó que el Southern Cross estaba libre de restricciones legales y el vuelo a Londres podía seguir adelante.
Luego, el 19 de marzo de 1929, en el baile de militares retornados, se entregó una orden judicial en nombre de Hitchcock, a Kingsford Smith, Ulm y Anderson por £ 1000, alegando que le habían prometido una participación en el cruce de Southern Cross Pacific. Kingsford Smith admitió haber hecho ciertas promesas a Hitchcock, pero nunca lo admitió en el equipo de vuelo. El juez de la Corte Suprema aceptó el argumento de Kingsford Smith de que el proyecto original había sido abandonado y no se había hecho ninguna promesa con respecto al vuelo revisado, y ordenó al jurado que fallara a favor de los acusados.
Anderson y Hitchcock anunciaron a continuación un intento de batir el récord de vuelo de Bert Hinkler a Londres en el Bristol Tourer, que para entonces había realizado más de 1.300 horas de vuelo. Salieron de Sydney el 6 de septiembre de 1928, pero no llegaron más allá de Pine Creek, Territorio del Norte, cuando tuvieron problemas con el radiador e hicieron un aterrizaje forzoso, del que Anderson salió ileso, y Hitchcock no sufrió nada peor que un labio muy cortado y una distensión en el hombro., pero el avión estaba perdido, sin nada rescatable excepto el motor.

### Dos búsquedas
Después de una serie de retrasos muy publicitados, Kingsford Smith, Ulm, Harold A. Litchfield (navegante) y Thomas Harrison "Tom" McWilliams (operador inalámbrico) despegaron en "The Old Bus" ( Southern Cross ) desde el aeródromo de Richmond hacia Wyndham. Australia Occidental el 30 de marzo de 1929 en el primer tramo de su vuelo a Londres. Llevaban 800 galones de combustible a bordo, pero se perdieron en una tormenta, se quedaron sin combustible y alrededor del mediodía del 31 de marzo informaron por radio que estaban depositando unas 150 millas (241,4 km) antes de su objetivo, en una zona denominada "Café Real" por los aviadores.
El 3 de abril se habían desplegado cuatro o cinco aviones en la búsqueda de los aviadores desaparecidos, dos fletados en West Australian Airways por el periódico The Sun, uno pilotado por Jim Woods y el otro por Eric Chater (que tuvo que realizar un aterrizaje forzoso cerca de Walcott Inlet). Estos aviones sólo tenían una autonomía de crucero de cuatro horas y no encontraron rastro alguno.
Anderson decidió unirse a la búsqueda en el monoplano Kookaburra de Westland Widgeon III, que había comprado un mes antes. John Cantor, del Customs House Hotel, prometió asistencia financiera para su intento de búsqueda. El 7 de abril, Anderson y Hitchcock despegaron de la pista de aterrizaje de Richmond. El avión despegó fácilmente con su carga de 880 libras (399,2 kg), Anderson le dijo a su compañero piloto Milton Kent que tenía la máquina adecuada para el trabajo y que no dejaría piedra sin remover en su búsqueda de los hombres desaparecidos. Tenían la intención de llegar a la zona de búsqueda en cuatro "lúpulo": Broken Hill, Oodnadatta, Alice Springs y Wyndham, pero su último contacto fue en "The Alice" la mañana del miércoles 10 de abril de 1929, cuando partieron con sus únicas provisiones unos sándwiches y dos botellas de agua." 
Les Holden, en su DH.61 Canberra, encontró Southern Cross el 12 de abril, arrojó algunas provisiones a la tripulación y le pasó su ubicación a Fred Heath de West Australian Airways, quien aterrizó al costado.
Lester Joseph Brain de Qantas en Atlanta encontró Kookaburra y un cuerpo el 21 de abril. El cuerpo de Anderson fue encontrado a poca distancia el 29 de abril por un grupo terrestre (montado) liderado por el teniente. Carlos Eaton. También encontraron un diario cuya última entrada era el 12 de abril. Eaton y sus hombres Moran y Douglas enterraron los cuerpos, que fueron recuperados por un camión Thornycroft de seis ruedas en junio.
El funeral de Hitchcock se celebró en Perth y sus restos fueron enterrados en Karrakatta el 3 de julio de 1929.
A Anderson se le concedió un funeral militar completo en Mosman, Nueva Gales del Sur, el 6 de julio de 1929. y fue enterrado en St George's Heights, un sitio otorgado exclusivamente por el Consejo del Municipio de Mosman.

### ¿Conspiración?
Un periódico de Sídney </link> publicó rumores de que Anderson y Kingsford Smith habían ideado la desaparición de la Cruz del Sur como un "truco" o para darle a Anderson un estatus heroico. El "apoyo" a estas afirmaciones fue la desaparición de las raciones de alimentos de la Cruz del Sur y la asistencia financiera que Kingsford Smith le dio a Anderson para comprar el avión Kookaburra . También había dejado caer en la Misión Drysdale información engañosa sobre el rumbo previsto. Willian Angus Todd, durante un tiempo su navegante, atestiguó que en los días de escasez financiera había oído a Ulm sugerir que si se perdían en el interior de Australia no les faltaría apoyo público. Dudley Walsh, de la Neptune Oil Company, había oído una propuesta similar desde Ulm. Jim Woods, uno de los pilotos que buscaban, juró que sus búsquedas lo habían llevado cerca de "Coffee Royal" y que habría investigado el humo si alguien hubiera querido llamar su atención.
En una investigación de la Commonwealth, Kingsford Smith negó con vehemencia cualquier colusión u organización del evento para llamar la atención, y la junta de investigación estuvo de acuerdo.

## Reconocimiento
Abe Shannon se destacó al pedir un monumento en memoria de Anderson y Hitchcock. Un monumento de este tipo se inauguró en Rawson Park, Mosman, el 27 de julio de 1930. Anderson sigue siendo el único hombre blanco enterrado en Mosman.
n su testamento, Constance Anderson dejó al Museo de Perth el último diario de su hijo y otras reliquias, que ya tenían en préstamo.